# Sylvain Legwinski
Sylvain Legwinski (Clermont-Ferrand, 6 ottobre 1973) è un ex calciatore e allenatore di calcio francese.

## Palmarès

### Club

#### Competizioni nazionali
- Campionato francese: 1

Monaco: 1996-1997
- Supercoppa francese: 1

Monaco: 1997

#### Competizioni internazionali
- Coppa Intertoto UEFA: 1

Fulham: 2001